# Abú Sajjáf

Vlajka IS, k němuž náleží i Abú Sajjáf

Mezinárodní vlajka džihádu, užívaná také skupinou Abú Sajjáf

Abú Sajjáf neboli al-Hakarat al-Islamíja (arabsky: جماعة أبو سياف, Jamāʿah Abū Sayyāf, ASG; filipínsky: Grupong Abu Sayyaf, anglicky: Abu Sayyaf), známá též jako Islámský stát – provincie Jižní Asie, je jedna z řady islamistických teroristických skupin, působících v části jižních Filipín. Od svého založení v roce 1991 se Abú Sajjáf podílela na bombových útocích, únosech, vraždách a vydírání. Všechny tyto prostředky považuje Abú Sajjáf za prostředek k boji za nezávislou islamistickou provincii na Filipínách. Abú Sajjáf je skupinou napojenou na teroristickou skupinu Islámský stát. Podle odhadů měla organizace v červenci 2003 od 500 do 1000 příslušníků.

## Historie
Jedná se o různé muslimské skupiny, které se již od 70./80. let 20. století zapojují do povstání za nezávislost jihofilipínského ostrova Mindanao a nastolení teokratické islamistické vlády. Název skupiny je odvozen z arabských slov ابو, abú („otec“) a sajjáf („šermíř“), tedy doslovně znamená „otec šermíře“. Samotní příslušníci skupiny ji nazývají „al-Hakarat al-Islamíja“ či „Islamistické hnutí“.

### Vražda uneseného německého občana
Na přelomu února a března roku 2017 byl na Filipínách unesen a následně v provincii Sulu zavražděn 70letý německý občan Jürgen Kantner.